# Байард, Луис
Лу́ис Ба́йард (англ. Louis Bayard; род. 30 ноября 1963, Альбукерке, США) — американский писатель и педагог, автор исторических мистических романов, переведённых на 11 языков мира. Лауреат премии имени Эдгара Алана По за 2007 год.

## Биография

### Личная жизнь
Родился 30 ноября 1963 года в Альбукерке, в штате Нью-Мексико. Вырос в Нортен-Вирджинии, в штате Западная Вирджиния. Окончил Принстонский университет со степенью бакалавра и Северо-Западный университет со степенью магистра журналистики. Работал штатным сотрудником в Палате представителей США у конгрессменов Элинор Холмс–Нортон и Филипа Шарпа; исполнял обязанности пресс-секретаря, специалиста по связям с общественностью и спичрайтера. В настоящее время живёт и работает в Вашингтоне, где, наряду с писательской деятельностью, преподает литературу в Университете Джорджа Вашингтона.
Луис Байард — открытый гомосексуал. С 1998 года состоит в отношениях (ныне в официальном браке) со специалистом по связям с общественностью Доном Монтуори. Супруги воспитывают двух сыновей, один из которых имеет инвалидность.

### Творческая деятельность
Первые два романа писателя, «Бесплодная затея» и «Вымирающие виды», были романтическими комедиями в современной обстановке. Его третий роман, «Мистер Тимоти», был викторианским триллером. «Нью-Йорк таймс» назвала эту книгу значительной, а журналом «Пипл» выбрал роман одной из 10 лучших книг года. Его роман «Бледно-голубой глаз» повествует о загадочном убийстве в Вест-Пойнте в 1830 году, когда молодой Эдгар Аллан По был кадетом этой академии. Книга была номинирована на премию Эдгара Алана По и премию Ассоциации писателей-криминалистов. Действие пятого романа писателя, «Черная башня», разворачивается в Париже в 1818 году и повествует о реальном детективе Эжене Франсуа Видоке, который исследует тайну, окружающую сына, казнённой королевы, Марии Антуанетты. Действие романа «Школа ночи» разворачивается между современным Вашингтоном и Англией эпохи Тюдоров; в нём реальные лица — Уолтер Ралег, Кристофер Марлоу и учёного Томас Харриот, исследует опасные вопросы. Главными персонажами двух последних романов писателя были президенты Теодор Рузвельт и Авраам Линкольн.
Байард также пишет рецензии на книги и эссе для «Вашингтон пост»  «Нью-Йорк таймс», веб-сайтов Salon и Nerv. Для «Нью-Йорк таймс» им были написаны резюме сериалов «Аббатство Даунтон» и «Волчий зал».

## Сочинения
- «Ухаживание за мистером Линкольном» (англ. Courting Mr. Lincoln, 2019);
- «Лаки Страйкс» (англ. Lucky Strikes, 2016);
- «Зверь Рузвельта» (англ. Roosevelt's Beast, 2014);
- «Школа ночи» (англ. The School of Night, 2010);
- «Чёрная башня» (англ. The Black Tower, 2008);
- «Мистер Тимоти» (англ. Mr. Timothy, 2004);
- «Бледно-голубой глаз» (англ. The Pale Blue Eye, 2003);
- «Вымирающие виды» (англ. Endangered Species, 2001);
- «Бесплодная затея» (англ. Fool's Errand, 1999).